# Sapromyza interiecta
Sapromyza interiecta är en tvåvingeart som beskrevs av Walker 1849. Sapromyza interiecta ingår i släktet Sapromyza och familjen lövflugor.
Artens utbredningsområde är Venezuela. Inga underarter finns listade i Catalogue of Life.